# 선유중학교 (서울)
선유중학교(仙遊中學校)는 대한민국 서울특별시 영등포구 양평동3가에 있는 공립 중학교이다.

## 학교 연혁
- 1985년 1월 6일 : 초대 박무자 교장 취임
- 1985년 3월 5일 : 제1회 입학식(1학년 13학급)
- 1988년 2월 12일 : 제1회 졸업식(758명)
- 2008년 3월 1일 : ‘양평중학교’ 에서 ‘선유중학교’ 로 교명 개명
- 2009년 10월 21일 : 선유체육관 개관
- 2013년 10월 4일 : 인조잔디운동장 개장식, 시청각실 개관식
- 2022년 9월 1일 : 제14대 김선미 교장 취임
- 2023년 1월 5일 : 제36회 졸업식(140명)
- 2023년 3월 2일 : 제39회 입학식(126명)

## 참고 자료
- 선유중학교 - 한국교육학술정보원 학교알리미